# Прича о Духу (филм из 1989)
„Прича о Духу” је југословенски ТВ филм први пут приказан 4. априла 1989. године. Режирао га је Милан Тренц који је написао и сценарио.

## Улоге
| Глумац               | Улога             |
| -------------------- | ----------------- |
| Свен Медвешек        | Младић            |
| Дубравка Остојић     | Младићева ђевојка |
| Рајко Минковић       | Дух               |
| Златко Црнковић      | Психијатар        |
| Костадинка Велковска | Мајка             |
| Крешимир Зидарић     | Отац              |